# Andaluzija
Andaluzija (špansko: Andalucía) je najjužnejša pokrajina na Pirenejskem polotoku, z 8,5 milijoni prebivalcev je najštevilčneje naseljena, po površini pa druga največja avtonomna skupnost v Španiji. Andaluzijska avtonomna skupnost je v Španiji uradno priznana kot zgodovinska nacionalnost. Ozemlje je razdeljeno na osem provinc: Almería, Cádiz, Cordoba, Granada, Huelva, Jaén, Málaga in Sevilja. Njeno glavno in obenem največje mesto je Sevilja (špansko: Sevilla).
Andaluzija leži na jugu Iberskega polotoka: južno od avtonomnih skupnosti Extremadura in Kastilija - Manča, zahodno od avtonomne skupnosti Murcia in ob Sredozemskem morju, vzhodno od Portugalske in meji na Gibraltarsko ožino. Majhno britansko čezmorsko ozemlje Gibraltar ima tri četrt milje kopenske meje z andaluzijsko provinco Cádiz na vzhodnem koncu Gibraltarske ožine.
Glavna gorovja Andaluzije so Sierra Morena in sistem Baetic, sestavljen iz gorovja Subbaetic in Penibaetic, ki jih ločuje kotlina Intrabaetic. Na severu Sierra Morena loči Andaluzijo od ravnic Estremadure in Kastilije - Manče na špansko Meseta Central. Na jugu geografska subregija Zgornja Andaluzija leži predvsem v sistemu Baetic, medtem ko Spodnja Andaluzija leži v depresiji Baetic v dolini Guadalquivir.
Ime Andalusia izhaja iz arabske besede Al Andaluz (الأندلس), ta izraz pa izhaja iz starejšega besede Vandalusia ali dežela Vandalov. Na zgodovino in kulturo regije so vplivali Kartažani / Feničani, Grki, Rimljani, Vandali, Vizigoti, Bizantinci, vsi pred Muslimani, kot tudi španski in drugi kristjani iberske narodnosti, ki so povrnili in poselili območje v fazi rekonkviste. Relativno veliko je bilo tudi sefardske judovske prisotnosti.
Andaluzija je bila tradicionalno kmetijska regija v primerjavi s preostalo Španijo in Evropo. Vendar pa je bila rast v skupnosti, zlasti v sektorjih industrije in storitev nadpovprečna v Španiji in višja od številnih skupnostih v evroobmočju. Regija ima bogato kulturo in zato močno kulturno identiteto. Številni kulturni pojavi, ki so z mednarodnega vidika izrazito španski, so pretežno ali v celoti andaluzijskega izvora. To je flamenko, so bikoborbe in nekateri arhitekturni slogi mavrskega porekla.
Notranjost Andaluzije je najbolj vroče območje Evrope, z mesti, kot so Córdoba in Sevilja s povprečjem nad 36 °C v poletnih mesecih. Pozne večerne temperature lahko včasih ostanejo okoli 35 °C, z dnevnimi vzponi z več kot 40 °C.

## ImeAndalucíaaliAndalusia
Njegova sedanja oblika gotovo izvira iz arabščine , je etimologija imena Andalusia je sporna, tudi obseg Iberskega območja, zajetega s tem imenom se je spremenjala skozi stoletja.
Za obliko Vandalusia tradicionalno verjamejo, da izhaja iz imena germanskega plemena Vandali, ki so na kratko kolonizirali dele Iberije med letoma 409 do 429. Ta predlog povezujejo z zgodovinarjem Reinhart Dozy (19. stoletje), vendar pa je priznal nekatere pomanjkljivosti. Čeprav je znano, da Al-Andaluz izvira od Vandalov, verjamejo, da je geografsko bilo navedeno le za pristanišče, iz katerega so Vandali odhajali v severno Afriko.
Španski toponim (ime kraja) Andalucía je bil uvedena v španskem jeziku v 13. stoletju v obliki el Andalucía. Ime je bilo sprejeto za ozemlje pod mavrsko upravo in kasneje na splošno za kraje južno od Castilla Nueva in Valencije, kar ustreza nekdanji rimski provinci imenovani Betika v latinskih virih. Al-Andalusija je pridevniška oblika arabske Al-Andalus, imena, ki so ga Arabci uporabljali za Iberska ozemelja pod muslimansko upravo od 711 do 1492.
Tako kot arabski izraz Al-Andalus se v zgodovinskih kontekstih španski izraz Andalucía nujno ne nanaša na točno določeno ozemlje, kakršno je danes. V Estoria de España (znana tudi kot Primera Crónica General) Alfonza X. Kastiljskega, napisana v drugi polovici 13. stoletja, je izraz Andalucía imel tri različne pomene:
1. Kot dobesedni prevod arabske al-Ándalus, ko so citirali arabska besedila.
2. Tako so imenovali ozemlja kristjani v tistm času v dolini Guadalquivir in v kraljestvih Granada in Murcia. V listini iz leta 1253, Alfonz X. sebe imenuje Rey de Castilla, León y de toda Andalucía ("kralj Kastilije, Leona in vse Andaluzije").
3. Tako so imenovali ozemlja kristjani v tistm času v dolini Guadalquivir (Kraljestva Jaén, Cordoba in Sevilja), vendar ne kraljestvo Granada. To je bil najpogostejši pomen v poznem srednjem veku in zgodnjem novem veku.[7]

Z upravnega vidika je Granada ostala ločena še tudi po zaključku rekonkviste, predvsem zaradi njenega simbolnega značaja in kot sedež pomembnega Real Chancillería de Granada, sodišča najvišje instance. Še vedno je bila Granada osvobojena in naselljena predvsem z ljudmi iz štirih obstoječih krščanskih kraljestev Andaluzije in šele kasneje se Granada šteje kot četrto kraljestvo Andaluzije. Pogosto uporabljen izraz "Štiri kraljestva Andaluzije" sega v španščini vsaj do sredine 18. stoletja.

## Simboli
Andaluzijski grb prikazuje lik Herkula in dva leva med obema Herkulovima stebroma, saj je po tradiciji umeščena na obeh straneh Gibraltarske ožine. Napis spodaj, prekriva podobo zastave Andaluzije in se bere Andalucía por sí, para España y la Humanidad ("Andaluzija zase, za Španijo in človeštvo"). V dveh stolpcih je polkrožni lok v barvah zastave Andaluzije, z latinskimi besedami Dominator Hercules Fundator.
Uradna zastava Andaluzije je sestavljena iz treh enakih vodoravnih črt, zelena, bela in zelena; andaluzijski grb se prikaže na srednjem traku. Njegovo obliko je izdelal Blas Infante  in potrdila Skupščina Ronde (1918 na srečanju andaluzijskih nacionalistov v Rondi). Zelena simbolizira upanje in zvezo, bela simbolizira mir in dialog. Blas Infante je smatral, da so bile te barve najpogosteje uporabljene v regionalnih simbolih v zgodovini regije. Po njegovem mnenju je zelena prišla predvsem od standarda kalifata Omajadov in predstavlja poziv na zbiranje ljudstva. Bela simbolizira odpuščanje v dinastiji Almohadov ali heraldiki kot mir. Obstajajo pa tudi drugačne razlage.
Himno Andaluzije je sestavil José del Castillo Díaz (direktor občinskega orkestra Sevilje, splošno znan kot Maestro Castillo) na besedilo Blasa Infanteja. Glasbo navdihuje Santo Dios, priljubljena verska pesem, ki jo pojejo ob spravilu pridelkov kmetje in dninarji v provincah Malaga, Sevilja in Huelva. Blas Infante je prinesel pesem maestru Castillu, ki jo je prilagodil in uskladil s tradicionalno melodijo. Besedilo poziva Andaluzijce da zahtevajo tierra y libertad ("zemljo in svobodo"), agrarne reforme in zakon o avtonomiji znotraj Španije.
Parlament Andaluzije je leta 1983 soglasno glasoval, da je v preambuli statuta o avtonomiji priznan Blas Infante kot Oče andaluzijskega naroda (Padre de la Patria Andaluza), kar je bilo potrjeno v reformiranem statutu o avtonomiji predloženem na referendumu 18. februar 2007. Preambula sedanjega statuta o avtonomiji pravi, da v 2. členu španske ustave iz leta 1978 priznava Andaluziji narodnost. Kasneje, v artikulaciji, govori o Andaluziji kot "zgodovinski narodnosti" (špansko:  nacionalidad histórica). Tudi v leta 1919 Andaluzijec Manifest Córdoba opisuje Andaluzijo kot "nacionalno realnost« (realidad nacional), vendar ne podpira te formulacije. 1. člen prejšnjega statuta o avtonomiji iz leta 1981 je opredeljeval zgolj "nacionalnost" (nacionalidad).
Državni praznik, Día de Andalucía, se praznuje 28. februarja, v spomin na referendum o avtonomiji 1980. Kljub temu nacionalistične skupine praznujejo 4. december v spomin na  demonstracije po zahtevi za avtonomijo 1977.
Častni naslov Hijo Predilecto de Andalucía ("Sin Andaluzije") odobri Junta Andaluzije tistim, ki imajo izjemne zasluge za korist Andaluzije, za delo in dosežke v naravoslovni, družbeni ali politični znanosti. To je najvišja nagrada, ki jo podeljuje avtonomna skupnost Andaluzija.

## Zgodovina
Geostrateški položaj v Andaluzije na skrajnem jugu Evrope, ki zagotavlja (skupaj z Marokom) prehod med Evropo in Afriko, položaj med Atlantikom in Sredozemskim morjem, kakor tudi bogata nahajališča mineralov in kmetijstvo, je razlog da je bila Andaluzija mamljiva nagrada za posamezne civilizacije že od pradavnine dalje. S svojimi 87.268 kvadratnimi kilometri  (večja od številnih evropskih držav) ni presenečenje, da je Andaluzija igrala vidno vlogo v zgodovini Evrope in Sredozemlja.
Domnevajo, da so bili prvi človečnjaki v Evropi v Andaluziji, ki so prišli čez Gibraltarsko ožino. Najstarejše znane človeške poslikave so našli v jamah Nerja, Málaga. Prvi naseljenci, ki temeljijo na artefaktih iz arheoloških najdišč v Los Millares, El Argar in Tartessos, so bili očitno pod vplivom kulture vzhodnega Sredozemlja, ki so prišli na andaluzijske obale. Obstoj Andaluzije iz obdobja protozgodovine, ko regija ni imela svojega pisnega jezika, je znan in dokumentiran s pismenimi kulturami, v glavnem Feničani (Gadir, Malaka) in starimi Grki. V drugem tisočletju pred našim štetjem se je v Andaluziji razvilo kraljestvo Tartessos.

### Kartažani in Rimljani
S padcem feničanskih mest je postala Kartagina prevladujoča sila zahodnega Sredozemlja in najpomembnejša trgovinska partnerica feničanskih mest vzdolž andaluzijske obale. Med prvo in drugo punsko vojno je Kartagina razširila svoj nadzor zunaj Andaluzije in vključila vso Iberijo razen Baskije. Andaluzija je bila glavni postaja za pripravo na vojno z Rimom, ki jo je vodil Hanibal. Rimljani so premagali Kartažane in osvojili Andaluzijo, regija pa je bila preimenovana Betika. Ta je bila v celoti vključena v rimsko cesarstvo, iz te regije so prišli pomembni rimski sodniki in senatorji, kot tudi cesarji Trajan in (verjetno) Hadrijan.

### Vandali - Vizigoti - Bizantinsko cesarstvo
Vandali so se premikali skozi regijo v 5. stoletju preden so se naselili v Severni Afriki, za njimi je regija padla pod Vizigotsko kraljestvo. Vizigoti v tej regiji so bili praktično neodvisni od Vizigotskega katoliškega kraljestva Toledo. To je doba sv. Izidorja Seviljskega in sv. Hermenegilda. V tem obdobju okoli leta 555 je vzhodno rimsko cesarstvo osvojilo Andaluzijo pod Justinijanom I., vzhodnim rimskim cesarjem. Ustanovili so Španijo, provinco bizantinskega cesarstva od 552 do 624. Čeprav se je njihova moč hitro zmanjšala, so imeli še naprej interese v regiji, dokler je niso v celoti izgubili v letu 624.

### Islamski imperij Al-Andaluz
Vizigotska era se je nenadoma končala leta 711 z Umajadsko osvojitvijo Hispanie pod poveljstvom umajadskega generala Tarik ibn Ziyada, islamskega Berbera. Tarik je znan v španski zgodovini in legendah, kot mogočen osvajalec, ki si je drznil in imel pogum, da bi zažgal svojo floto ladij, ko je pristal s svojimi vojaki na obali Gibraltarja - kratica za "Jabel alTariq", ki pomeni "goro Tarika". Muslimanska osvojitev - Umajadski kalifat - Iberskega polotoka v 711-718 je zaznamovala propad Vizigotske uprave in ustanovitev islamskega cesarstva. Andaluzijska kultura je pravno pol tisočletja bistveno vplivala na mnoge muslimanske kalifate in emirate. V tem obdobju se je ime "Al Andaluz" uporabljalo za veliko večje območje kot je sedanja Andaluzija in v nekaterih obdobjih skoraj celoten Iberski polotok.
Kljub temu pa je bila dolina reke Guadalquivir v današnji Andaluziji središče muslimanske oblasti v polotoku, s Kordovskim kalifatom in Córdobo kot glavnim mestom. Umajadski kalifat je imel take ugledne voditelje kot kalif Abd Al Rahman III. (vladal 912-961) in njegov sin, kalif Al Hakam II. (vladal 961-976) in zgradil veličastno mošejo v Córdobi. Pod temi vladarji je mavrski islam v Španiji dosegel svoj vrhunec in Córdoba je bila središče svetovnega gospodarskega in kulturnega pomena.
Že v 10. stoletju so kristjani v severni Španiji začeli aktivnnosti, ki so sčasoma postale rekonkvista ali ponovna osvojitev Španije za krščanstvo. Kalif Abd-ar-Rahman je utrpel nekaj manjših vojaških porazov, vendar se je pogosto uspel ubraniti krščanskih kraljestev. Šele Al Hakamova smrt in združevanje krščanskih kraljev na severu je omogočila osvoboditev.
Notranje delitve po smrti Almanzorja (1002) so privedle do prve večje razgradnje kalifata (1031). Novi centri moči so odločali o Taifah (pogosto na več ravneh nominalne zvestobe in relativne neodvisnosti, v skladu z vzorci iz fevdalizma).Taifa Sevilja je bila še posebej vplivna, vendar je bil emirat Granada zadnji preživeli, ki je traja od 1228 do 1492.
Po osvojitvi Toleda leta 1086 je Alfonz VI. Kastiljski zavladal polotoku.Glavne Taife so se torej morale zateči k pomoči različnih muslimanskih sil po Sredozemlju. Število različnih muslimanskih dinastij severnoafriškega izvora, predvsem Almoravidi in Almohadi so prevladovali, a v naslednjih nekaj stoletjih se je Al Andaluz počasi zmanjševala.
Po zmagi Muslimanov v bitki pri Sagrajasu (1086) se je krščanska širitev začasno zaustavila, Almoravidi so sestavili enotno Al Andaluz z glavnim mestom v Granadi in vladali vse do sredine 12. stoletja. Različna Taifa kraljestva so bila asimilirana. Širitev dinastije Almohadov v Severni Afriki je oslabila Al Andaluz in 1170 so Almohadi prenesli svoje glavno mesto iz Marakeša v Seviljo. Zmaga kristjanov v bitki pri Las Navas de Tolosa (1212) je zaznamovala začetek konca Almohadske dinastije.

### Andaluzija - Kastiljsko kraljestvo
Slabost propada moči Almohadov in kasnejše ustvarjanje novih Taif je povzročil, da je imela vsaka svojega lastnega vladarja, kar je privedlo do hitre osvobitve doline Guadalquivir s strani kristjanov. Córdoba je bil osvobojena leta 1236, Sevilja leta 1248. Padec Granade leta 1492 je odpravil muslimansko prevlado na Iberskem polotoku. .
3. avgusta 1492 je Krištof Kolumb zapustil mesto Palos de la Frontera s prvo odpravo, ki je Evropejce poučila za obstoju Amerike. Številni Andaluzijci so sodelovali v ekspediciji, ki je na koncu srednjega veka napovedala začetek moderne dobe. Stiki med Španijo in obema Amerikama, vključno kraljevska uprava in trgovina s španskimi kolonijami, ki je trajala več kot tristo let, je prihajala skoraj izključno preko Andaluzije. Rezultat je bila najbogatejša in najbolj vplivna regija v Španiji in ena najvplivnejših v Evropi. Vendar so Habsburške ambicije tudi drugod po Evropi preusmerjale kolonialno bogastvo v vojne. Nezadovoljstvo s tako situacijo je pripeljalo do neuspešne zarote andaluzijskega plemstva leta 1641, da bi se osamosvojili od deželne vlade, ki jo je vodil Gaspar de Guzmán, grof-vojvoda Olivares.
V prvi polovici 16. stoletja je v Španiji še vedno razsajala kuga. George C. Kohn je zapisal: "Ena od najhujših epidemij stoletja, katerih nesrečneže so spremljale hude suše in pomanjkanja hrane, se je začela leta 1505; do 1507 je umrlo okoli 100.000 ljudi samo v Andaluziji ... Andaluzijo je zadela še enkrat leta 1646. Tri leta je kuga strašila po celotni regiji in povzročila morda kar 200.000 smrtnih žrtev, zlasti v Malagi in Sevilji".
Po drugem uporu Alpujarrasov med letoma 1568-1571, je bilo pokristanjeno mavrsko prebivalstvo - Moriski, izgnano iz Kraljevine Kastilije (in Aragon). S sklepom španske krone, sta morali dve mavrski družini ostati v vsaki vasi, da bi prikazali novim prebivalcem iz severne Španije, delo s terasami in namakalnimi sistemi, od katerih je bilo odvisno kmetijstvo okrožja.
Leta 1810-1812 so se ljudje močno upirali francoski okupaciji med Polotokško vojno (del Napoleonovih vojn).
Andaluzija je imela velike koristi od španskih čezmorskih posesti, čeprav je veliko trgovine in financ sčasoma prišlo pod nadzor drugih delov Evrope. V 18. stoletju je trgovina iz drugih delov Španije začela izpodrivati andaluzijsko, ko je španska vlada končala andaluzijski trgovinski monopol. Izguba imperija leta 1820 je bila za gospodarstvo v regiji katastrofa, zlasti v mestih, ki so bila deležna ugodnosti trgovine in ladijskih podjetij. Gradnja železnice v drugi polovici 19. stoletja je omogočila Andaluziji boljši razvoj kmetijskega potenciala in je tako postala izvoznica hrane. Medtem ko je industrializacija cvetela v severnih španskih regijah Kataloniji in Baskiji, je Andaluzija ostala tradicionalna in kazala globoko družbeno delitev med majhno skupino bogatih lastnikov zemlje in prebivalstvom, ki so ga sestavljali večinoma revni kmetijski delavci in obrtniki.

## Geografija
Seviljski zgodovinar Antonio Domínguez Ortiz je zapisal, da:
... treba je iskati bistvo Andaluzije v njeni geografski realnosti na eni strani in na drugi strani v zavesti njenih prebivalcev. Iz geografskega vidika je celotna južna dežela preveč raznolika, da bi jo sprejeli kot eno enoto. V resnici obstajajo celo tri Andaluzije: Sierra Morena, Dolina Guadalquivir in (Cordillera) Penibética.

### Lokacija
Andaluzija ima površino 87.597 kvadratnih kilometrov ali 17,3 odstotka ozemlja Španije. Sama Andaluzija je primerljiva po obsegu in različnosti terena s katerimi manjšimi evropskimi državami. Na vzhodu meji na Sredozemsko morje, na zahodu na Atlantski ocean (Kadiški zaliv) na severu Sierra Morena predstavlja mejo z Osrednjo Mezeto, na jugu jo britansko čezmorsko ozemlje Gibraltar in Gibraltarska ožina/preliv ločita od Afrike.

### Podnebje
Andaluzija leži na zemljepisni širini med 36 ° in 38 ° 44 'S, v zmerno topli regiji. Na splošno velja, da ima sredozemsko podnebje s suhimi poletji in vplivom Azororskega visokega tlaka, z občasno hudourniškim dežjem in zelo vročimi temperaturami. V zimskem času se tropski anticikloni pomikajo proti jugu, zato mrzle polarne fronte prodrejo v regijo. V Andaluziji obstaja precejšnja podnebna pestrost, saj iz obsežne obalne ravnice preide v dolino Guadalquivir, komaj nad morsko gladino, nato pa do najvišjih nadmorskih višin na Iberskem polotoku v vrhovih Sierre Nevade. Na samo 50 km lahko preide iz subtropske obale province Granada do zasneženih vrhov Mulhacén. Andaluzija ima tudi suho puščavo Tabernas v provinci Almería in Naravni park Sierra de Grazalema v provinci Cadiz, kjer je največ padavin v Španiji.
Letna količina padavin izmerjena v Sierra de Grazalema je bila 4346 milimetrov leta 1963, kar je največ doslej za katerokoli lokacijo v Iberiji od kar merijo podatke. Andaluzija ima tudi najbolj sušno mesto v celinski Evropi, Cabo de Gata, s samo 117 mm dežja na leto.

### Površje
Gorovja vplivajo na podnebje, mrežo rek, tal in njihove erozije, bioregijo in celo na človeška gospodarstva, kolikor se zanašajo na naravne vire. Andaluzijski teren ponuja vrsto pogorij. Ima najvišje gore in skoraj 15 odstotkov svojega terena nad 1000 metrov. Podobno velja za območja pod 100 m  (depresija Baetic) in za različne nagibe pobočij.
Atlantska obala ima večinoma plaže in se postopoma dviguje od obale, sredozemska obala ima številne čeri, predvsem v Malagan Axarquia, v Granadi in Almeríi. Ta asimetrija deli regijo v Zgornjo Andaluzijo (dve gorski območji) in Spodnjo Andaluzijo (široko območje kotline reke Guadalquivir.
Sierra Morena loči Andaluzijo od ravnic Extremadure in Kastilije - Manče na špansko Osrednjo Mezeto. Čeprav je redko poseljena, to ni posebno visoko območje, njegova najvišja točka je 1323 metrov vrh La Bañuela v Sierra Madrona, ki leži izven Andaluzije. V Sierra Morena soteska Despeñaperros tvori naravno mejo med Kastilijo in Andaluzijo.
Baetic Cordillera je sestavljena iz vzporednih gorskih verig Cordillera Penibética blizu sredozemske obale in Cordillera Subbética v notranjosti, ki ju ločuje Surco Intrabético. Cordillera Subbética je precej nezvezna, ponuja veliko prelazov, ki omogočajo prevoz, Penibético pa predstavlja močno oviro med sredozemsko obalo in notranjostjo. Sierra Nevada, ki je del Cordillera Penibética v provinci Granada, ima najvišje vrhove v Iberiji: El Mulhacén 3.478 metrov  in El Veleta 3.392 metrov.
Spodnja Andaluzija, depresija Baetic, porečje Guadalquivir, leži med tema dvema gorskima območjema. Je skoraj ravno ozemlje, odprto v zaliv Cádiz na jugovzhodu. Skozi zgodovino je bil to najbolj naseljen del Andaluzije.

### Hidrografija
Andaluzijske reke se iztekajo v Atlantik in Sredozemlje. V Atlantik tečejo Guadiana, Odiel-Tinto, Guadalquivir Guadalete in Barbate. V Sredozemlje tečejo Guadiaro, Guadalhorce, Guadalmedina, Guadalfeo, Andarax (znan tudi kot Almería) in Almanzora. Od teh je Guadalquivir najdaljša v Andaluziji in peta najdaljša na Iberskem polotoku s 657 kilometri.
Reke atlantskega bazena so značilno dolge, tečejo po pretežno ravnem terenu in imajo široke rečne doline. Rezultat so obsežna rečna ustja in mokrišča, kot so močvirje  Doñana v delti Guadalquivir in mokrišče Odiel. V nasprotju s tem pa so reke v sredozemskem bazenu krajše, bolj sezonske in z velikim strmcem iz gora Baetic Cordillera. Izlivi so majhni, njihove doline so manj primerne za kmetijstvo. Ker so v senci Baetic Cordillera imajo manj padavin in torej manj vode.
Povodja v Andaluziji so: 
- Na atlantski strani Guadalquivir bazen, andaluzijska atlantska kotlina s porečji Guadalete-Barbate in Tinto-Odiel in kotlina Guadiana.
- Na sredozemski strani je andaluzijski sredozemski bazen in zgornji del porečja Segura

### Tla
Tla Andaluzije lahko razdelimo v tri velike površine. Sierra Morena z Cordillero Subbética,  depresija Baetic in Surco Intrabético.
Sierra Morena je zaradi svoje morfologije in kislosti skal, razvila predvsem relativno slaba, plitva tla, ki so primerna samo za gozdove. V dolinah in na nekaterih območjih, kjer je prisoten apnenec, globlja tla dovolijo pridelovanje žita in so primerna za živinorejo. Bolj zapletena morfologija je Baetic Cordillera, ki je bolj heterogena, z najbolj heterogenimi tlemi v Andaluziji. Zelo grobo, v nasprotju s Sierra Morena, prevladujejo osnovni (alkalni) materiali v Cordillera Subbética, v kombinaciji z gričevnato pokrajino, ki ustvarja globlja tla z večjo kmetijsko zmogljivostjo, primerno za gojenje oljk.
Nazadnje depresija Baetic in Surco Intrabético imata globoka, bogata tla, z veliko kmetijsko zmogljivostjo. Še posebej aluvialna tla v dolini Guadalquivir in ravnica Granade ima ilovnato teksturo, zato so še posebej primerna za intenzivno namakane pridelke. V hribovitih območjih na podeželju, je dvojna dinamika: depresije so napolnjene s starejšimi z apnom bogatimi materiali, razvita so globoka, bogata, temno glinena tla špansko imenovana bujeo ali tierras negras andaluzas, odlična za sušno kmetovanje. Na drugih območjih so bolj bela albariza tla, ki zagotavljajo odlično zemljo za vinograde.
Kljub njihovi mejni kakovosti, se slabo konsolidirana tla peščene obale Huelva in Almería uspešno uporabljajo v zadnjih desetletjih za gojenje v rastlinjakih pod prozorno plastiko in to jagode, maline, borovnice in drugo sadje.

### Flora
Biogeografsko je Andaluzija del zahodne Sredozemske podregije Sredozemskega bazena, ki spada v borealno kraljestvo. Pet florističnih regij leži v celoti ali deloma v Andaluziji: *vzdolž večine atlantske obale, luzitansko-andaluzijsko obmorsko ali andaluzijsko atlantsko primorje; 
- na severu južni del luzo-extremadurska floristična regija,
- približno polovico regije zajema Baetic florističn regija;
- na skrajnem vzhodu, almerijski del almerijsko-murčanske floristične regije in
- majhen del kastiljske-maestrazganske-mančeganske floristične regije (v grobem sovpada z zgornjim Segura bazenom).

Ta imena izhajajo predvsem iz pretekle ali sedanje politične geografije: "Luso" in "Lusitanian" iz Luzitanija, ene od treh rimskih provinc v Iberiji, večina drugih iz današnjih španskih pokrajin in Maestrazgo zgodovinske regije severne Valencije.
V širšem smislu je tipična vegetacija Andaluzije sredozemski gozd, za katerega so značilne listnate xerophilne trajnice, prilagojene dolgim, suhim poletjem. Prevladujoče vrste so črničevje (Quercus ilex), bogat je hrast plutovec (Quercus suber), različni borovci in španska jelka (Abies pinsapo). Na veliko se pridelujejo oljke (Olea europaea) in mandelj (Prunus dulcis). Prevladujoča podrast je sestavljena iz trnovih in aromatičnih lesnih vrst kot so rožmarin (Rosmarinus officinalis), timijan (Thymus) in Cistus. Na vlažnih območjih s kislimi tlemi so najbolj bogate vrste hrastov in gojen evkaliptus. V listnatih gozdovih rastejo listavci iz rodu Populus (topoli, aspens, cottonwoods) in Ulmus (bresti); topole gojijo v ravninah Granade.
Andaluzijske gozdove so precej iztrebili zaradi poselitve in uporabe skoraj vseh najboljših zemljišč za kmetovanje in pogostih požarov. Degradirani gozdovi postanejo grmičasti in gorljivi garrigue (na primer makija). Obsežna območja so bila zasajena z borovci. Zdaj je jasna politika ohranjanja preostalih gozdov, ki so ohranjeni skoraj izključno v gorah.

### Favna
Biodiverziteta Andaluzije je dobra. Več kot 400 od 630 vretenčarjev ohranjenih v Španiji, je mogoče najti v Andaluziji. Segajo od sredozemske do atlantske obale in bližine Gibraltarske ožine. Andaluzija je na selitveni poti mnogih ptic, ki potujejo vsako leto iz Evrope v Afriko in nazaj.
Andaluzijska mokrišča gostijo bogato paleto ptic. Nekatere so afriškega izvora, kot so rdeče-bunkasta liska (Fulica cristata), sultanka Porphyrio porphyrio ter plamenci (Phoenicopterus roseus). Druge izvirajo iz severne Evrope, kot je siva gos (Anser anser). Ptice roparice  kot španski kraljevi orel (Aquila adalberti), beloglavi jastreb (Gyps fulvus), Črni škarnik (Milvus migrans) in Rjavi škarnik (Milvus milvus).
Med rastlinojedimi živalmi so jeleni (Cervidae), predvsem damjak (Dama dama) in srnjad (Capreolus capreolus), evropski muflon (Ovis orientalis musimon) in španski kozorog (Capra pyrenaica, ki kljub svojemu znanstvenemu imeni ni več v Pirenejih). Španski kozorog je v zadnjem času izgublja tla pod nogami, saj je bila v letu 1970 za lov uvedena berberska ovca (Ammotragus lervia), invazivna vrsta iz Afrike. Med malimi rastlinojedci so zajci, še posebej evropski kunec (Oryctolagus cuniculus), ki tvori najbolj pomemben del prehrane mesojedim živačim sredozemskih gozdov.
Velike zveri, kot sta iberski volk (Canis lupus signatus) in iberski risi (Lynx pardinus) sta precej ogrožena in omejena na Sierra de Andújar, znotraj Sierra Morena, Doñana in Despeñaperros. Divja svinja (Sus scrofa) je dobro ohranjen, saj je priljubljen pri lovcih. Bolj bogate so manjše zveri, kot so vidre, ekstremno veliko je psov, lisic, evropski jazbec (Meles Meles), evropski dihur (Mustela putorius), najmanj podlasic (Mustela nivalis),  divje mačke (Felis silvestris), (Genetta genetta) in egiptovski mungo (Herpestes ichneumon).
Druge pomembne vrste so Acherontia Atropa, Vipera latasti (strupene kače) in endemične (in ogrožene) ribe Aphanius baeticus.

### Zaščitena območja
Andaluzija ima številne edinstvene ekosisteme. Da bi ohranili ta območja na način, ki je združljiv tako z ohranjanjem in ekonomskim izkoriščanjem, so mnogi izmed najbolj reprezentativnih ekosistemov zaščiteni. .
Različne ravni zaščite so vključene v omrežje zavarovanih naravnih prostorov Andaluzije (Red de Espacios Naturales Protegidos de Andalucía, RENPA), ki združuje vse zaščitene naravne prostore, ki se nahajajo v Andaluziji ali so zaščiteni na ravni lokalne skupnosti, avtonomne skupnosti, španske države ali z mednarodnimi konvencijami. RENPA sestavlja 150 zavarovanih prostorov, od tega dva nacionalna parka, 24 naravnih parkov, 21 primestnih parkov (na obrobju mest), 32 naravnih znamenitosti, dve zaščiteni podeželjski območji, 37 naravnih spomenikov, 28 naravnih rezervatov in štiri usklajene naravne rezervate (v katerem vladna agencija usklajuje z lastnikom zemljišča njeno upravljanje), vse to je del omrežja Evropske unije Natura 2000. V skladu z mednarodnimi konvencijami je zaščitenih 9 biosfernih rezervatov, 20 mokrišč (Ramsarska konvencija), štiri posebej zavarovana območja, pomembna za Sredozemlje in dva UNESCO-va geoparka.
Skupno skoraj 20 odstotkov ozemlja Andaluzije leži v enem od teh zavarovanih območjih, ki predstavljajo približno 30 odstotkov zaščitenega območja Španije. Med temi najbolj izstopajo: Naravni park Sierras de Cazorla, Segura y Las Villas, največji španski naravni park in drugi največji v Evropi, Narodni park Sierra Nevada, Narodni in naravni park Doñana, Puščava Tabernas in Naravni park Cabo de Gata-Nijar, največje kopensko-pomorski rezervat v evropskem zahodnem Sredozemskem morju.

## Administrativne enote

### Province
Andaluzija je sestavljena iz osmih provinc.Slednje so bile določene leta 1833 s teritorialno razdelitvijo Španije, ki jo je pripravil Javier de Burgos. Vsaka andaluzijska provinca nosi isto ime kot njeno glavno mesto:
| Provinca | glavno mesto     | št. preb. | gostota   | občine | št. okrožij |
| -------- | ---------------- | --------- | --------- | ------ | ----------- |
| Almería  | Almería          | 702.819   | 72,5 km²  | 102    | 8           |
| Cádiz    | Cádiz            | 1.243.519 | 158,8 km² | 44     | 14          |
| Córdoba  | Córdoba, Španija | 805.857   | 72,4 km²  | 75     | 12          |
| Granada  | Granada          | 924.550   | 68,7 km²  | 170    | 9           |
| Huelva   | Huelva           | 521.968   | 47,7 km²  | 79     | 6           |
| Jaén     | Jaén             | 670.600   | 49,1 km²  | 97     | 10          |
| Málaga   | Málaga           | 1,625,827 | 204,1 km² | 102    | 11          |
| Sevilja  | Sevilja          | 1.928.962 | 129,2 km² | 105    | 15          |

Andaluzija je tradicionalno razdeljena na dve zgodovinski subregiji: Zgornjo Andaluzijo ali vzhodno Andaluzijo, ki sestoji iz provinc Almería, Granada, Jaén, in Málaga in Spodnjo Andaluzijo ali zahodno Andaluzijo, ki je sestavljena iz provinc Cádiz, Córdoba, Huelva in Sevilja.
Med pomembnejšimi andaluzijskimi mesti poleg prestolnic provinc so:
- El Ejido, Níjar in Roquetas de Mar (Almería)
- La Línea de la Concepción, Algeciras, Sanlúcar de Barrameda, San Fernando, Chiclana de la Frontera, Puerto Real, Arcos de la Frontera, Jerez in El Puerto de Santa María (Cádiz)
- Almuñécar, Guadix, Loja in Motril (Granada)
- Linares, Andújar, Úbeda and Baeza (Jaén)
- Marbella, Mijas, Vélez-Málaga, Fuengirola, Torremolinos, Estepona, Benalmádena, Antequera, Rincón de la Victoria in Ronda (Málaga)
- Utrera, Dos Hermanas, Alcalá de Guadaíra, Osuna, Mairena del Aljarafe, Ecija in Lebrija (Sevilja)

## Demografija
Andaluzija je na prvem mestu po številu prebivalcev med 17 avtonomnimi skupnostmi v Španiji. Ocenjena populacija v začetku leta 2009 je bila 8.285.692. Prebivalstvo je skoncentrirano predvsem v deželnih glavnih mestih in ob obalah, tako da je stopnja urbanizacije precej visoka. Polovica prebivalstva je skoncentrirana v 28 mestih z več kot 50.000 prebivalci.

## Vlada in politika
Andaluzija je ena od 17 avtonomnih skupnosti v Španiji. Andaluzijska avtonomna vlada (špansko: Junta de Andalucía) ima parlament, izbranega predsednika, Posvetovalni svet in druge organe.
Avtonomna skupnost Andaluzije je bila ustanovljena s soglasjem na referendumu 28. februar 1980 in je postala avtonomna skupnost leta 1981 v skladu s Statutom avtonomije znanem kot Estatuto de Carmona. Postopek, ki po španski ustavi iz leta 1978, tudi sedanji od leta 2009, priznava in zagotavlja pravico avtomomije različnim regijam in nacionalnostim v Španiji. Postopek za vzpostavitev Andaluzije kot avtonomne skupnosti sledi 151. členu  Ustave, zaradi česar ima Andaluzija edina ta poseben status. Ta člen je bil določen za regije, kot je Andaluzija, da bi onemogočil izbruh španske državljanske vojne v obdobju druge španske republike.
Člen 1 statuta o avtonomiji iz leta 1981 temelji na regiji "zgodovinske identitete", samoupravi, da ustava dovoljuje vsakemu državljanu odkrito enakost do ostalih narodnosti in regij, ki sestavljajo Španijo in z močjo, ki izhaja iz andaluzijske ustave in ljudi, ki se odraža v njenem statutu o avtonomiji.
V oktobru 2006 je ustavna komisija v Cortes Generales (nacionalni zakonodajalec Španije), z ugodnimi glasovi španske socialistične stranke delavcev (PSOE), združene levice (IU) in stranke Ljudske partije (PP), odobril nov statut o avtonomiji za Andaluzijo, katere preambula se nanaša na skupnost kot "nacionalna realnost" (realidad nacional):
Danes Ustava v svojem 2. členu priznava Andaluzijo kot narodnost in kot del neločljive enotnosti španskega naroda.

## Gospodarstvo
Andaluzija je tradicionalno kmetijska pokrajina, vendar prevladuje storitveni sektor (zlasti turizem, prodaja na drobno in prevoz). Včasih cvetoč gradbeni sektor je močno prizadela recesija leta 2009. Industrijski sektor je manj razvit kot v večini drugih regij v Španiji.
Med letoma 2000-2006 je bila gospodarsko rast 3,72% na leto med najvišjimi v državi. Še vedno je, po podatkih španskega Instituto Nacional de Estadística (INE), BDP na prebivalca v Andaluziji (17.401 €; 2006) in ostaja drugi najnižji v Španiji, pred Extremaduro.

### Turizem
Z relativno blagimi zimami in spomladanskim podnebjem, je jug Španije privlačen za čezmorske obiskovalcev in predvsem turiste iz severne Evrope. Medtem ko nekatera celinska območja ostajajo relativno neprizadeta, imajo obalna območja Andaluzije številne obiskovalce in promet večino leta.
Med avtonomnimi skupnostmi je v turizmu samo še Katalonija primerljiva z Andaluzijo, s skoraj 30 milijoni obiskovalcev na leto. Glavni turistični destinaciji v Andaluziji sta Costa del Sol in Sierra Nevada. 70 odstotkov nastanitvenih kapacitet in 75 odstotkov nočitev v andaluzijskih hotelih je v obalnih občinah. Največje število turistov prihaja v avgustu - 13,26 % nočitev skozi vse leto - in najmanj v decembeur - 5,36 %.
Na zahodu od atlantski obali sta Costa de la Luz (provinci Huelva in Cádiz), na vzhodu Sredozemska obala, Costa del Sol (provinci Cádiz in Málaga), Costa Tropical (Granada in del Almeríe ) in Costa de Almería. V letu 2004 je modro zastavo plaže ( Foundation for Environmental Education (FEE) dobilo 66 andaluzijskih plaž in 18 turističnih pristanišč, saj so v dobrem stanju ohranjenosti v smislu trajnosti, dostopnosti in kakovosti. Kljub temu je raven turizma na andaluzijskih obalah dovolj visoka, da imajo pomemben vpliv na okolje, zato jih španski ekologi (Ecologistas en Acción) označujejo z "črno zastavo plaže" ali Greenpeace, ki tudi izraža nasprotno mnenje.
Skupaj z obmorskim turizmom, se močno povečuje trajnostni turizem v notranjosti, kot tudi kulturni, športni in kongresni turizem. Tak primer športa in narave je smučišče v Narodnem parku Sierra Nevada.
Kot kulturni turizem ima Andaluzija nekaj pomembnih spomenikov, ki segajo v muslimansko obdobje: Velika mošeja v Córdobi, Alhambra v Granadi, Giralda in Alcazar v Sevilji in Alcazaba v Malagi. Obstaja na stotine kulturnih turističnih destinacij: katedral, gradov, utrdb, samostanov in zgodovinskih mestnih središč; mestni središči Úbeda in Baeza v provinci Jaén sta na seznamu Unescove svetovne dediščine.
Vsaka od provinc kaže veliko različnih arhitekturnih slogov: islamska, renesančna, baročna arhitektura in več modernih slogov. Nadalje obstajajo Lugares colombinos, pomembna mesta v življenju Krištofa Kolumba: Palos de la Frontera, samostan La Rábida in Moguer v provinci Huelva. Obstajajo tudi arheološka najdišča velikega pomena: rimsko mesto Italica, rojstna hiša cesarja Trajana in (verjetno) Hadrijana; Baelo Claudia v bližini Gibraltarske ožine; Medina Azahara, mestna palača kordobskega kalifa Abd-ar-Rahman III., kjer se še vedno nadaljujejo velika izkopavanja.
Andaluzija je rojstni kraj takih velikih slikarjev, kot so Velázquez in Murillo (Sevilja) in v zadnjem času, Picasso (Málaga); Picasso ima v rodnem mestu Museo Picasso Malaga in Natal House Foundation; Casa de Murillo je bila hiša muzej 1982-1998, vendar je zdaj predvsem urad za Andaluzijski svet kulture. CAC Málaga (Muzej moderne umetnosti) je najbolj obiskan muzej v Andaluziji in ponuja razstave umetnikov kot so Louise Bourgeois, Jake in Dinos Chapman, Gerhard Richter, Anish Kapoor, Ron Mueck ali Rodney Graham. Malaga ima tudi del zasebne zbirke Carmen Thyssen-Bornemisza v muzeju Carmen Thyssen.
Obstajajo številni drugi pomembni muzeji po vsem območju, tako slik kot arheoloških artefaktov, kot so zlat nakit, keramika in drugih del, ki dokazujejo tradicije obrtni v regiji.
Svet vlade je imenovala naslednje "Municipios Turisticos": v Almeríji Roquetas de Mar; v Cádizu Chiclana de la Frontera, Chipiona, Conil de la Frontera, Grazalema, Rota in Tarifa; v Granadi Almuñécar; v Huelvi Aracena; v Jaénu Cazorla; v Málagi, Benalmádena, Fuengirola, Nerja, Rincón de la Victoria, Ronda in Torremolinos; v Sevilji Santiponce.

### Spomeniki in značilnosti
- Alcazaba, Almería
- Cueva de Menga, Antequera
- El Torcal, Antequera
- Medina Azahara Córdoba
- Velika mošeja, Córdoba
- Frigiliana, Frigiliana (Málaga)
- Alhambra,  Granada
- Palača Karla V.,  Granada
- Kartuzija Granada
- Albayzín, Granada
- Samostan La Rabida, Palos de la Frontera
- Grad Santa Catalina (Jaén), Jaén, Španija
- Stolnica v Jaénu
- Úbedain Baeza, Jaén
- Alcazaba, Málaga
- Palača Buenavista, Málaga
- Stolnica v Málagi
- Puente Nuevo, Ronda
- Jame Nerja (Málaga)
- Plaza de Toros de Ronda, Ronda
- Giralda, Sevilja
- Torre del Oro, Sevilja
- Plaza de España, Sevilja
- Stolnica svete Marije, Sevilja
- Alcázar, Sevilja

## Transport
Kot v vsaki sodobni družbi, je tudi v Andaluziji prometni sistem bistveni strukturni element delovanja. Transportno omrežje omogoča teritorialno usklajevanje gospodarskega razvoja in distribucije in medmestni prevoz.
V mestnem prometu imajo zaradi nerazvitega sistema javnega prevoza, pešci in drugi nemotorizirani uporabniki slabši položaj v primerjavi uporabniki osebnih vozil. Več andaluzijskih prestolnic - Córdoba, Granada in Sevilja, so nedavno poskušale to popraviti s krepitvijo sistemov javnega prevoza in zagotavljanjem boljše infrastrukture za uporabo koles
Že več kot stoletje je bilo železniško omrežje centralizirano v regionalnem središču Sevilji in državnem središču v Madridu in ni bilo neposrednih povezav med deželnimi prestolnicami. Sedaj so vzpostavljene povezave z vlaki za visoke hitrosti AVE iz Madrida preko Córdobe, Sevilje in Malage. To je bila prva proga za visoke hitrosti v Španiji (ki deluje od leta 1992). Nadaljnje AVE proge so v gradnji. Druge glavne poti so Algeciras - Sevilja in Almería preko Granade v Madrid.
Večina glavnih cest je bila zamenjana z avtocestami, znane kot autovías. Autovía del Este (Autovía-4) teče iz Madrida skozi Naravni park Despeñaperros, nato pa preko Bailen, Córdobe in Sevilje v Cadiz in je del Evropske ceste E05 v Vseevropskem cestnem omrežju. Druga glavna cesta v regiji je del Evropska cesta E15, ki poteka kot Autovía del Mediterraneo vzdolž španske sredozemske obale. Del te predstavlja veleprometnica Autopista AP-7, drugje pa Autovía-7. Obe cesti vodita v smeri vzhod-zahod, Autovía-4 pa zavije proti jugu v zahodni Andaluziji.
Druge ceste prvega reda so Autovía-48 približno ob atlantski obali od Cadiza do Algecirasa, nadaljuje evropsko cesto E05 in se sreča z E15; Autovía del Quinto Centenario (Autovía-49), se nadaljuje zahodno od Sevilje (kjer Autovía-4 zavije proti jugu) in gre v Huelvo in na Portugalsko, kot Evropska cesta E01; Autovía Ruta de la Plata (Autovía-66), Evropska cesta E803, ki v grobem ustreza starodavni rimski "Silver Route" teče iz rudnikov v severni Španiji, severno od Sevilje; Autovía de Málaga (Autovía-45), poteka južno od Cordobe do Málage; in Autovía de Sierra Nevada (Autovía-44), ki je del evropske ceste E902, poteka južno od Jaéna na sredozemsko obali v Motril.
Od leta 2008 ima Andaluzija šest javnih letališč, ki so vsa lahko odpravljajo mednarodne lete. Letališče Málaga je prevladujoče saj odpravi 60,67 % potnikov in od tega 85 % v mednarodnem prometu. Seville Airport ima 20,12 % prometa in letališče Jerez 7,17 %, tako da predstavljajo ta tri letališča 87,96 % prometa.
Letališče Málaga je mednarodno letališče, ki ponuja široko paleto mednarodnih destinacij. Ima dnevno povezavo z dvajset mesti v Španiji in več kot sto mesti v Evropi (predvsem v Veliki Britaniji, srednji Evropi in nordijskih državah, tudi glavna mesta v Vzhodni Evropi: Moskva, Sankt Peterburg, Sofija, Riga in Bukarešta), Severna Afrika, Bližnji vzhod (Rijad, Džida in Kuvajt) in Severni Ameriki (New York, Toronto in Montreal).
Glavno pristanišče za tovorni in kontejnerski promet je Algeciras in Málaga za potniške ladje. Algeciras je špansko vodilno trgovsko pristanišče s 60.000.000 tonami tovora v letu 2004. Sevilja je le komercialno rečno pristanišče. Druga pomembna pristanišča so še v zalivu Cádiz, Almería in Huelva.
Svet vlade je odobril načrt infrastrukture za trajnost prometa v Andaluziji (PISTA) 2007-2013, ki predvideva naložbe najmanj 30 milijard EUR v tem obdobju.

## Umetnost
Andaluzija je bila rojstni kraj številnih velikih umetnikov: slikarjev Velázqueza, Murilla in Juan de Valdés Leala; kiparjev Juan Martínez Montanesa, Alonsa Cana in Pedra de Mena in modernih slikarjev kot sta Daniel Vázquez Díaz in Pablo Picasso.
Skladatelj Manuel de Falla je bil iz Cádiza in je v svoja dela vključeval tipične andaluzijske melodije, kot je to storil tudi Joaquín Turina iz Sevilje. Odlična pevka Camarón de la Isla se je rodila v San Fernandu, Andrés Segovia, ki je pomagal oblikovati romantično-modernistični pristop do klasične kitare se je rodil v Linaresu, Jaén.

### Arhitektura
Od neolitika dalje ima Andaluzija ohranjene pomembne megalite, kot so keltski nagrobniki na Cueva de Menga in Dolmen de Viera, oba v Antequera. Arheologi so našli bronastodobni mesti Los Millares in El Argar. Arheološka izkopavanja na Doña Blanca v El Puerto de Santa María so odkrila najstarejše feničansko mesto na Iberskem polotoku. Glavne ruševine so bile odkrite tudi v rimski Italici v bližini Sevilje.
Nekatere najznamenitejše arhitekture v Andaluziji datirajo iz muslimanskega obdobja: Alhambra in Velika mošeja Córdoba.
Tradicionalna arhitektura Andaluzije ohranja svoje rimske in arabske korenine, z izrazito mediteranskim značajem, ki je močno pogojeno s podnebjem. Tradicionalne mestne hiše so zgrajene s skupnimi stenami, da se zmanjša izpostavljenost visokim zunanjim temperaturam. Trdne zunanje stene so pobarvane z apnom, da se zmanjša učinke segrevanja zaradi sonca. V skladu s klimo in tradicijo ima vsako področje lahko terasaste strehe ali pokrite s kritino v rimskem imbrex in tegula slogu (posebna opečna kritina). Eden od značilnih elementov (in najbolj očitno pod vplivom rimske in severnoafriške arhitekture) je notranje dvorišče ali patio, ki je še posebej znano v Cordobi. Drugi značilni elementi so dekorativni (in funkcionalni): kovane železne rešetke, ploščice znane kot azulejo. Tako v skupnih kot zasebnih domovih velja starejša tradicija okraševanja z rastlinami, cvetjem, vodnjaki, bazeni in potoki vode. Poleg teh splošnih elementov obstajajo tudi posebne lokalne arhitekturne značilnosti, kot so ravne strehe, pokriti dimniki in radikalno podaljšani balkoni v Alpujarra, jamska bivališča Guadix in Sacromonte ali tradicionalna arhitektura Mancomunidad del Marquesado del Zenete, pokrajine na severni strani Sierra Nevade.
Monumentalna arhitektura stoletja takoj po rekonkvisti pogosto kaže krščansko hegemonijo. Nekatere izmed največjih renesančnih stavb v Andaluziji so iz takratnega kraljestva Jaén: stolnica v Jaénu, delo Andrésa de Vandelvira, je služila kot model za katedrali v Malagi in Guadixu. Sevilja in njeno kraljestvo ima vidno arhitekturo tega časa, kot je Casa consistorial de Sevilla, bolnišnica de las Cinco Llagas ali kartuzija v Jerez de la Frontera. Palača Karla V. v Granadi je nedvomno pomembna za italijanski purizem. Andaluzija ima tudi baročno ero stavb kot je palača San Telmo v Sevilji (sedež sedanjega avtonomnega predsedstva), cerkev Marije Reposo v Campillosu in kartuzija v Granadi. Akademicizem je dal regijsko Kraljevo tovarno tobaka v Sevilji in neoklasicizem jedro Cádiza, kot je mestna hiša, Kraljevi zapor in Oratorio de la Santa Cueva.
Arhitektura v 19. in 20. stoletju je prispevala stavbe za ibero-ameriško razstavo leta 1929 v Sevilji, vključno z neo-mudéjar Plaza de España. Andaluzija ohranja tudi pomembno industrijsko dediščino, povezano z različnimi gospodarskimi dejavnostmi.
Poleg arhitekture mest je tudi veliko ruralne arhitekture. Hiše, kot tudi haciende z gospodarskimi poslopji in majhne kmečke hišice.

### Kiparstvo
Iberski reliefi iz Osuna, Gospa iz Baza in León de Bujalance, feničanski sarkofagi iz Cádiza in rimski kipi iz mest v Betiki, kot je Italica, pričajo o tradiciji kiparstva v Andaluziji, ki sega v antiko. Ohranjenih je nekaj pomembnih skulptur iz časa Al Andaluz; dva izjemna leva iz Alhambre in Maristán iz Granade (v Albaicinu).
Seviljska kiparska šola od 13. stoletja dalje in šola v Granadi iz konca 16. stoletja sta se osredotočili predvsem na krščansko versko vsebino, vključno s številnimi lesenimi oltarnimi podobami. Pomembnejši kiparji te tradicije so Lorenzo Mercadante de Bretaña, Pedro Millán, Juan Martínez Montañés, Pedro Roldán, José de Arce, Jerónimo Balbás, Alonso Cano in Pedro de Mena.
Neverske skulpture so obstajale v Andaluziji že v antiki. Lep primer iz obdobja renesanse je dekoracija Casa de Pilatos v Sevilji. Neverska skulptura je igrala relativno majhno vlogo, dokler ni v 19. stoletju nastopil Antonio Susillo.

### Slikarstvo
V Sevilji in Granadi je bila tudi šola slikarstva. Slednja je vidna v zgodovini španske umetnosti od 15. stoletja dalje. Pomembni umetniki so: Zurbarán, Velázquez in Murillo, pa tudi teoretiki umetnosti kot Francisco Pacheco. Muzej lepih umetnosti v Sevilji in Prado hrani številna reprezentativna dela seviljske šole slikarstva.
Poseben romantičen žanr znan kot costumbrismo andaluz prikazuje tradicionalne in folklorne andaluzijske teme, kot so bikoborbe, borbe psov in prizori iz andaluzijske zgodovine. Pomembni umetniki tega žanra so Manuel Barron, José Ramos García, Gonzalo Bilbao Martínez in Julio Romero de Torres. Žanr je dobro zastopan v zasebni kolekciji Carmen Thyssen-Bornemisza, katere del je na ogled v muzeju Thyssen-Bornemisza v Madridu in muzeju Carmen Thyssen v Malagi.
Málaga je tudi bila in je pomembno umetniško središče. Njen najbolj slaven predstavnik je bil Pablo Picasso, eden najvplivnejših umetnikov dvajsetega stoletja. Mesto ima muzej in Natal House Foundation, ki je posvečena slikarju.